# Markus Lanz (Fernsehsendung)

Ehemaliges Logo (2008–2017)

Markus Lanz ist eine Talkshow im ZDF, die den Namen ihres Moderators Markus Lanz trägt. Die in der Regel 75-minütige Sendung wird dienstags bis donnerstags am späten Abend ausgestrahlt. Normalerweise wird die Sendung einige Stunden vor der Ausstrahlung in einem TV-Studio in Hamburg-Bahrenfeld aufgezeichnet, mitunter gibt es auch Liveübertragungen, etwa rund um die Berichterstattung der Präsidentschaftswahl in den Vereinigten Staaten 2020. Seit der COVID-19-Pandemie findet die Sendung ohne Studiopublikum statt. Ende März 2022 wurde entschieden, dass die Sendung auch weiterhin ohne Publikum produziert werde.

## Konzept
Die jeweilige Sendung steht unter keinem generellen Thema. An jeder Ausgabe nehmen mehrere Gäste teil, mit denen Lanz meistens einzeln spricht. Zu Beginn der Sendung stellt er die in einer Runde zusammensitzenden Gäste mit ein paar einführenden Bemerkungen zum jeweiligen Thema vor. Der Moderator schreibt die Texte für die Vorstellung der Gäste selbst. Danach unterhält er sich nacheinander mit ihnen. Dabei geht es um aktuelle politische und gesellschaftliche Entwicklungen, Neuigkeiten aus der Unterhaltungsbranche (beispielsweise ein neuer Film oder neues Buch), Sportveranstaltungen oder die individuelle Lebensgeschichte des jeweiligen Gesprächspartners. Sofern es sich aus der Situation ergibt, nehmen die übrigen Gäste an dem Einzelgespräch teil oder diskutieren darüber. Bei einigen aktuellen Themen sind mehrere Gäste zum selben Thema eingeladen (zum Beispiel ein Politiker und ein Journalist).

## Geschichte
Seit den 2010er Jahren verlagerte die Sendung ihren Schwerpunkt von der Unterhaltung auf politische Debatten. In der Anfangsphase der Sendung traten häufig musikalische oder sportliche Gäste auf, außerdem wurden Autoren literarischer Werke eingeladen. Musikalische Gäste wurden von Lanz am Klavier begleitet. Während der COVID-19-Pandemie drehten sich zahlreiche Sendungen ausschließlich um die Pandemie. Auf Studiopublikum wurde verzichtet, die Abstände zwischen den Gästen wurden vergrößert. Häufig werden Gäste zugeschaltet. Insbesondere Gäste aus Politik und Virologie wurden regelmäßig eingeladen. Der SPD-Gesundheitspolitiker Karl Lauterbach trat 2020 in 17 Ausgaben auf. Lanz kündigte 2021 an, auch nach der Pandemie auf das Studiopublikum zu verzichten, da dessen Abwesenheit die Sendung „intensiver“ gemacht habe. Im Gegensatz zu anderen Formaten, die Studiopublikum wieder zuließen, blieb Markus Lanz ohne Studiopublikum. Die 1730. Folge im Oktober 2022 war die erste, die Lanz wegen Krankheit ausfallen lassen musste.

## Gäste
Die meisten prominenten Gäste kommen aus der Politik, der Unterhaltungsbranche und dem Sport. Bei aktuellen Themen werden Experten wie Journalisten, Wissenschaftler und Ärzte eingeladen, um die Sachverhalte verständlich zu vermitteln und zu analysieren. In der Anfangsphase der Talkshow wurden manchmal ohne bestimmten Anlass Prominente eingeladen, die längere Zeit nicht mehr öffentlich in Erscheinung getreten waren und an ihre erfolgreiche Zeit erinnerten. Wenn die Sendung im Anschluss an eine Fußball-Übertragung läuft, sind meistens Gäste aus diesem Bereich zu Gast. Nichtprominente kommen in die Sendung, wenn sie eine ungewöhnliche Lebensgeschichte haben (zum Beispiel Holocaustüberlebende), wenn sie ein besonderes Erlebnis wie eine Abenteuerreise hatten oder wenn sie etwas erfunden oder entwickelt haben.

## Ausstrahlung
In den Sommerpausen 2008 und 2009 vertrat Markus Lanz mit seiner Sendung Johannes B. Kerner. Nachdem Kerner im Oktober 2009 das ZDF verlassen hatte, wurde die Sendung regelmäßig mittwochs und donnerstags ausgestrahlt. Seit 2010 läuft sie von Dienstag bis Donnerstag. Die meistens nachmittags aufgezeichnete jeweilige Folge wird am späten Abend desselben Tages gezeigt. Der Beginn der Sendung schwankt je nach Gestaltung des vorherigen Abendprogramms zwischen 22:45 Uhr und Mitternacht. Lanz kritisierte die Programmplanung des ZDF für die Schwankungen beim Sendebeginn 2021.

## Produktion
Produziert wurde die Sendung anfangs von der Hamburger TV-Produktionsfirma Fernsehmacher, an der Johannes B. Kerner und Markus Heidemanns jeweils zur Hälfte beteiligt waren. Seit Januar 2011 wird die Sendung vom Unternehmen Mhoch2 TV produziert, an dem Markus Lanz und Markus Heidemanns zu jeweils 50 Prozent beteiligt sind. Politikchef war bis 2021 Stephan Kittelmann. Die Kosten der Sendung, die ausschließlich aus den Rundfunkgebühren finanziert werden, werden nicht veröffentlicht. Die Süddeutsche Zeitung erwähnt ein geschätztes Jahresgehalt von 250.000 Euro für die Moderation der Sendung Markus Lanz. Wie sein Vorgänger Johannes B. Kerner moderierte Markus Lanz bis 2012 freitags am selben Sendeplatz die Kochsendung Lanz kocht!

## Einschaltquoten
Nachdem die Show in der ersten Staffel bei circa 11 % Marktanteil gestartet war, sind die Quoten seitdem gestiegen und die Sendung lag über dem ZDF-Senderschnitt. Besonderes Zuschauerinteresse gab es nach den Übertragungen der UEFA Champions League zu verzeichnen.
| Jahr | Episoden | Durchschnittliche Reichweite | Reichweite (14–49-Jährige) | Marktanteil (Gesamtpublikum) | Marktanteil (14–49-Jährige) |
| ---- | -------- | ---------------------------- | -------------------------- | ---------------------------- | --------------------------- |
| 2008 | 029      | 1,32 Mio.                    | 0,31 Mio.                  | 11,2 %                       | 5,4 %                       |
| 2009 | 053      | 1,26 Mio.                    | 0,33 Mio.                  | 12,1 %                       | 6,3 %                       |
| 2010 | 096      | 1,29 Mio.                    | 0,27 Mio.                  | 10,9 %                       | 5,1 %                       |
| 2011 | 116      | 1,46 Mio.                    | 0,33 Mio.                  | 12,2 %                       | 5,9 %                       |
| 2012 | 135      | 1,49 Mio.                    | 0,35 Mio.                  | 13,1 %                       | 6,8 %                       |
| 2013 | 124      | 1,60 Mio.                    | 0,34 Mio.                  | 14,3 %                       | 6,9 %                       |
| 2014 | 129      | 1,42 Mio.                    |                            | 12,9 %                       |                             |
| 2015 | 126      | 1,40 Mio.                    |                            | 12,4 %                       |                             |
| 2016 | 131      | 1,55 Mio.                    |                            | 13,2 %                       |                             |
| 2017 | 129      | 1,58 Mio.                    |                            | 13,5 %                       |                             |
| 2018 | 128      | 1,61 Mio.                    |                            | 13,2 %                       |                             |
| 2019 | 136      | 1,45 Mio.                    |                            | 12,3 %                       |                             |
| 2020 | 137      | 1,77 Mio.                    |                            | 14,8 %                       |                             |
| 2021 | 141      | 1,95 Mio.                    |                            | 16,3 %                       |                             |
| 2022 | 138      | 1,75 Mio.                    |                            | 15,0 %                       |                             |

Anmerkungen
1. 1 2 3 4 5 6 7 8 9 10 11 12  Der Wert bezieht sich auf den Durchschnitt der im genannten Jahr beendeten Staffel. Sendungen des Vorjahres sind berücksichtigt, sofern sie zur selben Staffel gehören.

## Rezeption und Kritik
Das Comedy-Format Switch Reloaded (2007–2012) parodierte die Sendung. Darin wurde Lanz von Max Giermann dargestellt. Die FAZ schrieb 2013 zur 500. Sendung, Lanz sei ein Mann, „der immer auf der Kante seines Sessels hockt, um näher bei seinen Gästen zu sein, stets auf dem Sprung, sie mit einer Geste leicht anzutippen, damit irgendetwas aus ihnen heraussprudelt, von dem sie erst später merken, wie peinlich es ist.“
Im Januar 2014 wurde eine Online-Petition ans ZDF gerichtet, welche die Entlassung von Lanz forderte und innerhalb weniger Tage über 230.000 Unterschriften erhielt. Die Petition reagierte auf ein Gespräch mit der Politikerin Sahra Wagenknecht, bei dem der Moderator sie immer wieder unterbrochen und ihr Suggestivfragen gestellt hatte. Lanz bedauerte anschließend sein Verhalten, das er als „rustikal und sogar persönlich“ bezeichnete. Lanz wurde dafür kritisiert, dass er selbst zu viel rede, statt das Gespräch nur zu leiten, und dass er seine Gäste häufig in ihren Ausführungen unterbreche. Barbara Sichtermann lobte ihn hingegen beim Tagesspiegel und hob drei Punkte hervor: das Konzept, wie es zurzeit stehe, Lanz’ Fragetechnik und seine „Fähigkeit, Pfadfinder im Dschungel, Dirigent der Symphonie zu sein“.
Einen weiteren Vorfall, der für Kritik sorgte, gab es im Zusammenhang mit dem Todesfall Tanja Gräff. Die Mutter der Studentin war zu Gast bei Markus Lanz. Vor der Aufzeichnung sagte der Moderator ihr, dass er eine Frage zu dem Brief stellen werde, den Frau Gräff an die rheinland-pfälzische Ministerpräsidentin Malu Dreyer geschrieben hatte. Das Thema wurde jedoch nicht angesprochen, nachdem es einen Anruf aus der Staatskanzlei gegeben hatte. Kritiker vermuteten einen Zusammenhang mit Dreyers Funktion als Vorsitzende der Rundfunkkommission der Länder.
Der Welt-Journalist Robin Alexander gastiert seit seinem Buch Die Getriebenen (2017) über die Flüchtlingskrise 2015 regelmäßig in der Talkshow. Ein dort von ihm geprägter Satz über die Arbeit der Großen Koalition unter Angela Merkel wurde von Lanz bei zahlreichen Sendungen wiederholt und auf Twitter als Video-Zusammenschnitt verbreitet: „Die CDU und CSU rühren regelmäßig einen großen Eimer mit übelriechendem Zeug an. Und dann kommt die SPD und stülpt ihn sich selbst über den Kopf!“
Verschiedene Medien bezeichneten die Sendung 2020 als wichtigstes politisches Gesprächsformat des Jahres. Der Theaterkritiker Peter Kümmel bezeichnete die Sendung 2020 in der Zeit als „Salon der Republik“. Senta Krasser wies bei DWDL.de darauf hin, dass die Sendung trotz ihrer politischen Themen im ZDF in der Kategorie „Unterhaltung“ geführt wird.
Lamya Kaddor schrieb 2021, Lanz habe es „zur härtesten Talkshow für Politikerinnen und Politiker im deutschen Fernsehen gebracht“. Der Autor Micky Beisenherz bezeichnete Lanz in der Süddeutschen Zeitung als „Deutschlands schönste Grillzange“. Lanz freute sich über die Bezeichnung, schätzte sie allerdings als sexistisch ein.
Der Satiriker Jan Böhmermann warf Lanz bei einer Podiumsdiskussion im September 2021 vor, Positionen zur COVID-19-Pandemie eine Bühne geboten zu haben, die „durchtränkt von Menschenfeindlichkeit“ seien, sogenannte False Balance. Als Beispiele nannte er Hendrik Streeck und Alexander Kekulé. Lanz verteidigte die Einladung der Experten und erwiderte, sein Konzept der Sendung basiere auf einer Idee von Dialektik. Lanz warf Böhmermann 2023 in seinem Podcast vor, feige zu sein und Satire als Notausgang zu verwenden.
Die häufige Präsenz von Karl Lauterbach bei Markus Lanz wurde als einer der Gründe für seine Nominierung als Gesundheitsminister im Kabinett Scholz im Dezember 2021 gesehen.
2023 veröffentlichte der Schriftsteller Heinz Strunk die Erzählung Der erledigte Experte über eine fiktive Lanz-Sendung in seinem Band Der gelbe Elefant.
Der Journalist Hajo Schumacher von der Berliner Morgenpost beschreibt 2023, dass Lanz bei allen Sendungen über einen Kopfhörer mit Markus Heidemanns verbunden ist, dem Redakteur der Sendung. „Über einen Knopf im Ohr versorgt Heidemanns seinen Moderator während der Sendung mit Anregungen, Hinweisen, Zahlen. Macht Lanz eine Kunstpause, googelt Heidemanns vermutlich gerade fieberhaft nach einem Zitat, das hilft, den Gast zu grillen.“ Weder der von Lanz befragte Gast noch die Zuschauer wissen, was für Informationen der Moderator auf diese Weise erhält. Der Moderator befindet sich durch diese Methode argumentativ immer im Vorteil zu seinem Gesprächspartner.

## Auszeichnungen

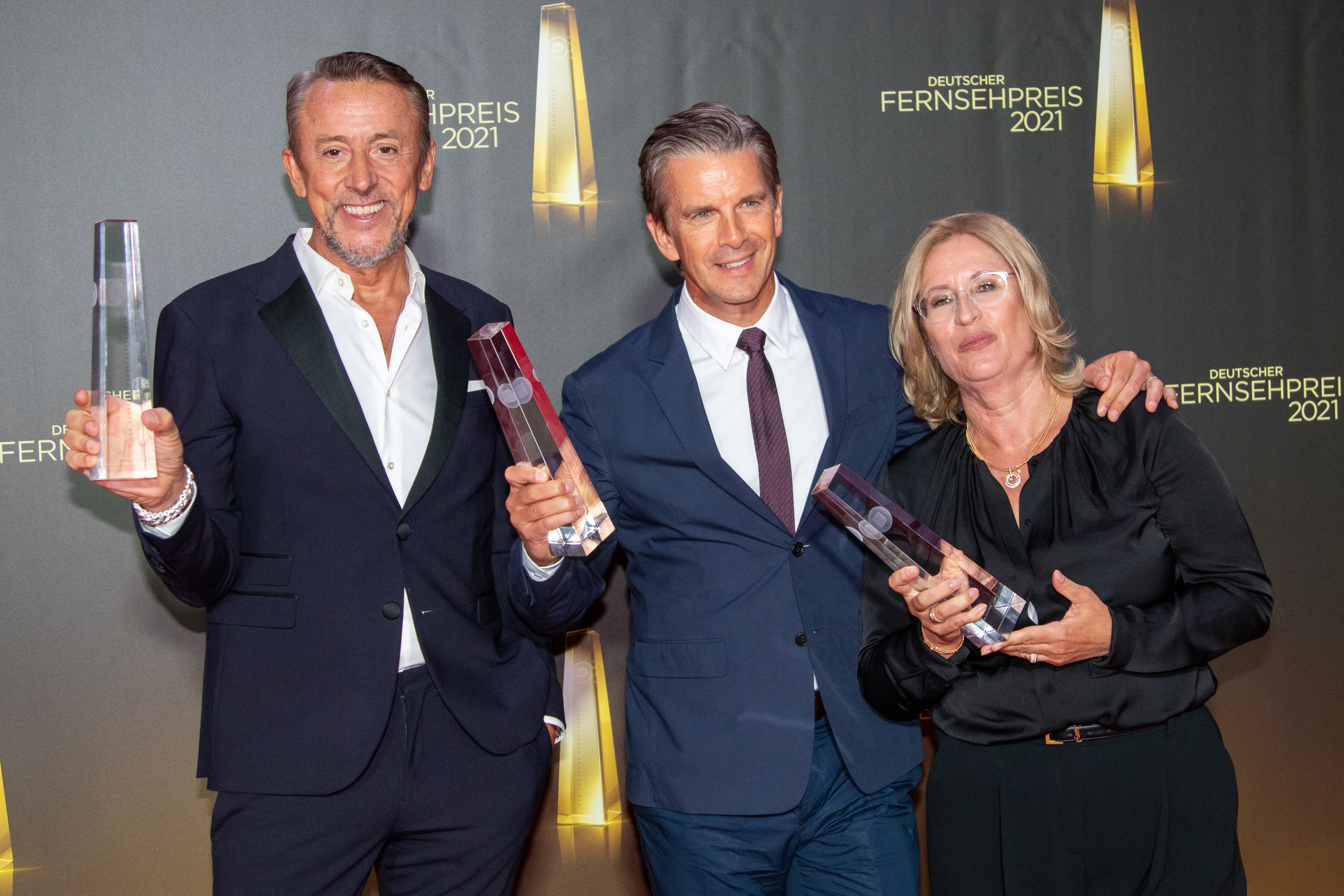
Markus Heidemanns, Markus Lanz und Susanne Krummacher beim Deutschen Fernsehpreis 2021

2021 erhielt die Sendung den Deutschen Fernsehpreis in der Kategorie „Beste Information“.

## Sonderausgaben
Seit 2020 sendet das ZDF jährlich im Dezember zur Hauptsendezeit einen Jahresrückblick unter dem Namen Markus Lanz – Das Jahr. Die Sendung ist Nachfolger der ebenfalls von Lanz bis 2019 moderierten Sendung Menschen 20xx.
Anlässlich des russischen Überfalls auf die Ukraine wurde am 10. März 2022 unter dem Titel Markus Lanz – Ein Abend für die Ukraine ebenfalls eine Sondersendung zur Hauptsendezeit ausgestrahlt.